# Viglás Lajos
Viglás Lajos András (Kisendréd, 1887. május 13. – Nagybánya, 1943. október 16.) pedagógus.

## Élete
Szülei Víglás András (1858-1924) kocsis és Varga Julianna (1859-1956) voltak, akik a barsendrédi temetőben nyugszanak. 1938. május 15-én Budapesten feleségül vette Szalkay Lajos kisiparos lányát Mimit.
1901-1904 között a lévai piarista kisgimnázium növendéke, majd 1904-től az esztergomi bencés főgimnázium tanulója.
1916. december 9-én a lévai hadkiegészítő parancsnokság tábori lelkésznek hívja be.
A csehszlovák államfordulatig nagyszombati érseki főgimnázium rendes tanára, az érseki finevelde tanulmányi felügyelője volt.
1935-ben a petrozsényi líceumban szolgált, de mivel román nyelvvizsgáját nem sikerült letennie, ezért rendelkezési állományba helyezték. 1941-ig a X. kerületi tisztviselőtelepi Széchenyi István gimnázium tanára volt. Görög és latin nyelvet oktatott. 1941-ben a nagybányai gimnázium tanára lett, illetve a gimnázium kézikönyvtárának is őre volt.

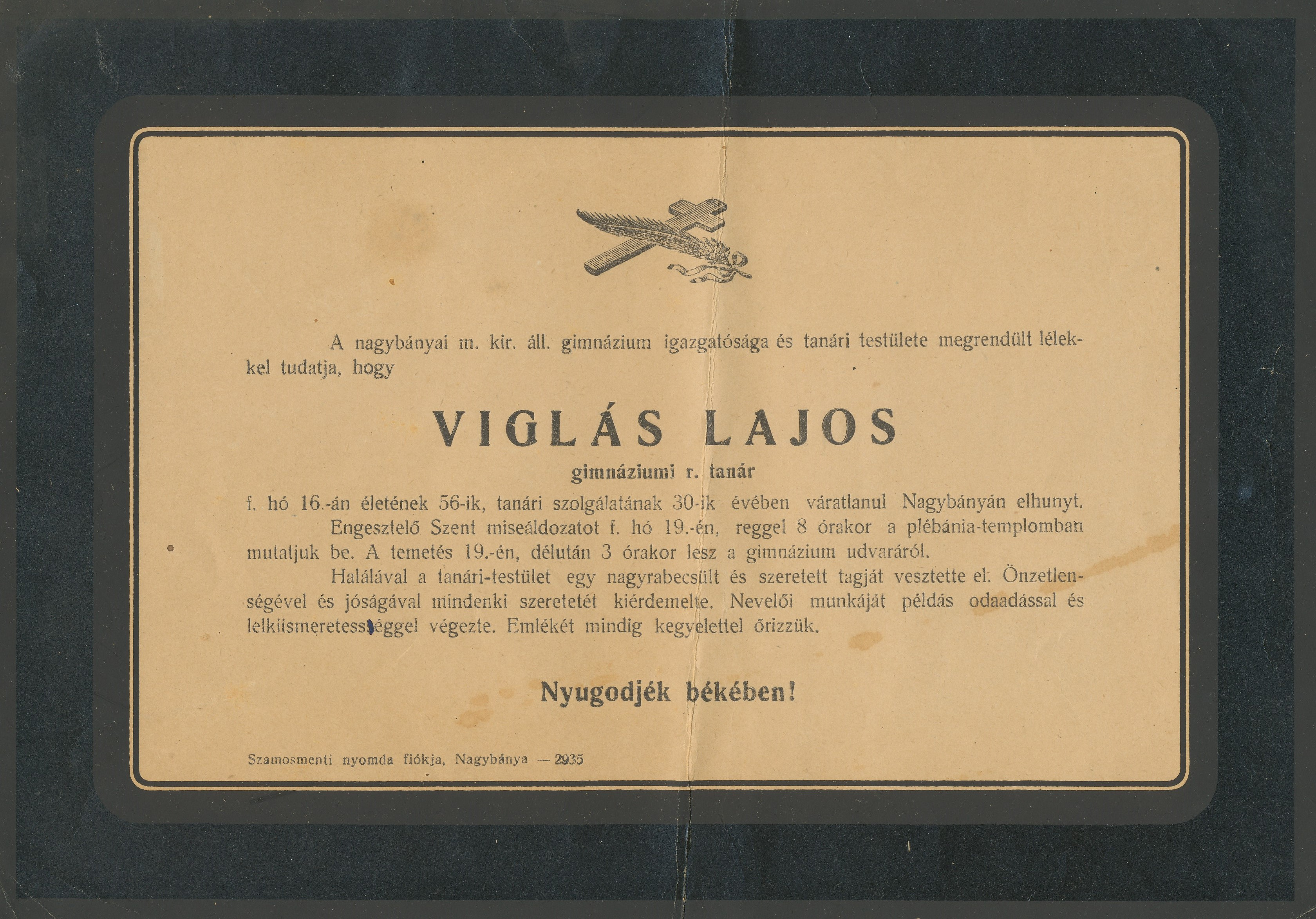
Gyászjelentése (1943)

Nagybányán temették el.

## Emlékezete
- A nagybányai gimnáziumban alapítványt neveztek el róla, melynek kamataiból szegény és érdemes tanulókat jutalmaztak[5]

## Művei
- 1909 Adatok a pálosok pesti kolostorának történetéhez. In: A budapesti növendékpapság- magyar egyházirodalml iskolája 1874–1909. Munkálatok LXXII. Budapest, 433-471.